# Uffikon
Uffikon är en ort i kommunen Dagmersellen i kantonen Luzern i Schweiz. Den ligger cirka 28 kilometer nordväst om Luzern. Orten har 749 invånare (2023).
Orten var före den 1 januari 2006 en egen kommun, men inkorporerades då tillsammans med Buchs i kommunen Dagmersellen.